# Эрхардт, Херберт
Хе́рберт Э́рхардт (нем. Herbert Erhardt; 6 июля 1930, Фюрт, Германия — 3 июля, 2010, Фюрт, Германия) — немецкий футболист, играл на позиции защитника.

## Карьера
В 1948—1962 годах играл в клубе своего родного города «Гройтер Фюрт». Наилучшего результата достиг в сезоне 1952/53, когда команда заняла третье место в национальном чемпионате. В 1962—1964 годах выступал в мюнхенской «Баварии», в составе которой становился серебряным призёром южной региональной лиги и бронзовым призёром первенства ФРГ. Проведя в составе команды два сезона, в 1964 году завершил карьеру и вернулся в Фюрт.
В национальную команду ФРГ привлекался в 1953—1962 годах. В 1954 году был заявлен в составе сборной на чемпионате мира в Швейцарии, стал чемпионом мира, ни разу не выйдя на поле. Также участвовал в чемпионатах 1958 и 1962 года.
По окончании карьеры игрока до 1994 года работал преподавателем физкультуры в одной из школ Фюрта.